# Kanton Saint-Claude (Jura)
Kanton Saint-Claude (francouzsky Canton de Saint-Claude) je francouzský kanton v departementu Jura v regionu Franche-Comté. Tvoří ho 19 obcí.

## Obce kantonu
- Avignon-lès-Saint-Claude
- Chassal
- Cuttura
- Lajoux
- Lamoura
- Lavancia-Epercy
- Lavans-lès-Saint-Claude
- Leschères
- Molinges
- Les Molunes
- Ponthoux
- Ravilloles
- La Rixouse
- Saint-Claude
- Saint-Lupicin
- Septmoncel
- Vaux-lès-Saint-Claude
- Villard-Saint-Sauveur
- Villard-sur-Bienne